# St-Pierre de Montrouge

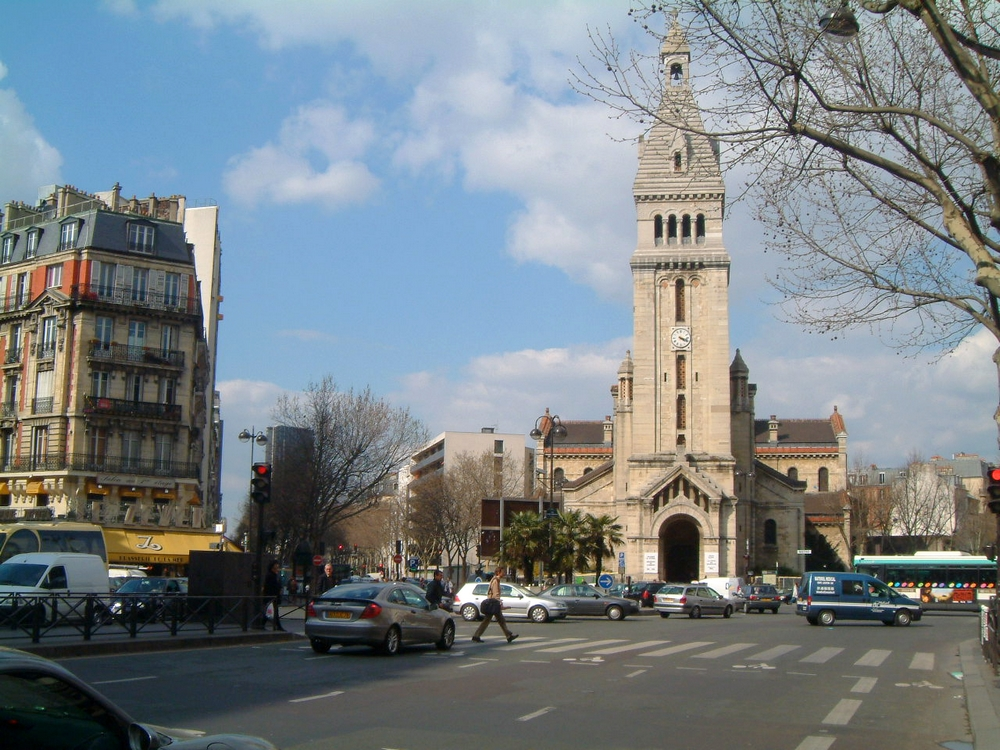
Blick vom Place Victor et Hélène Basch auf die Kirche St-Pierre de Montrouge

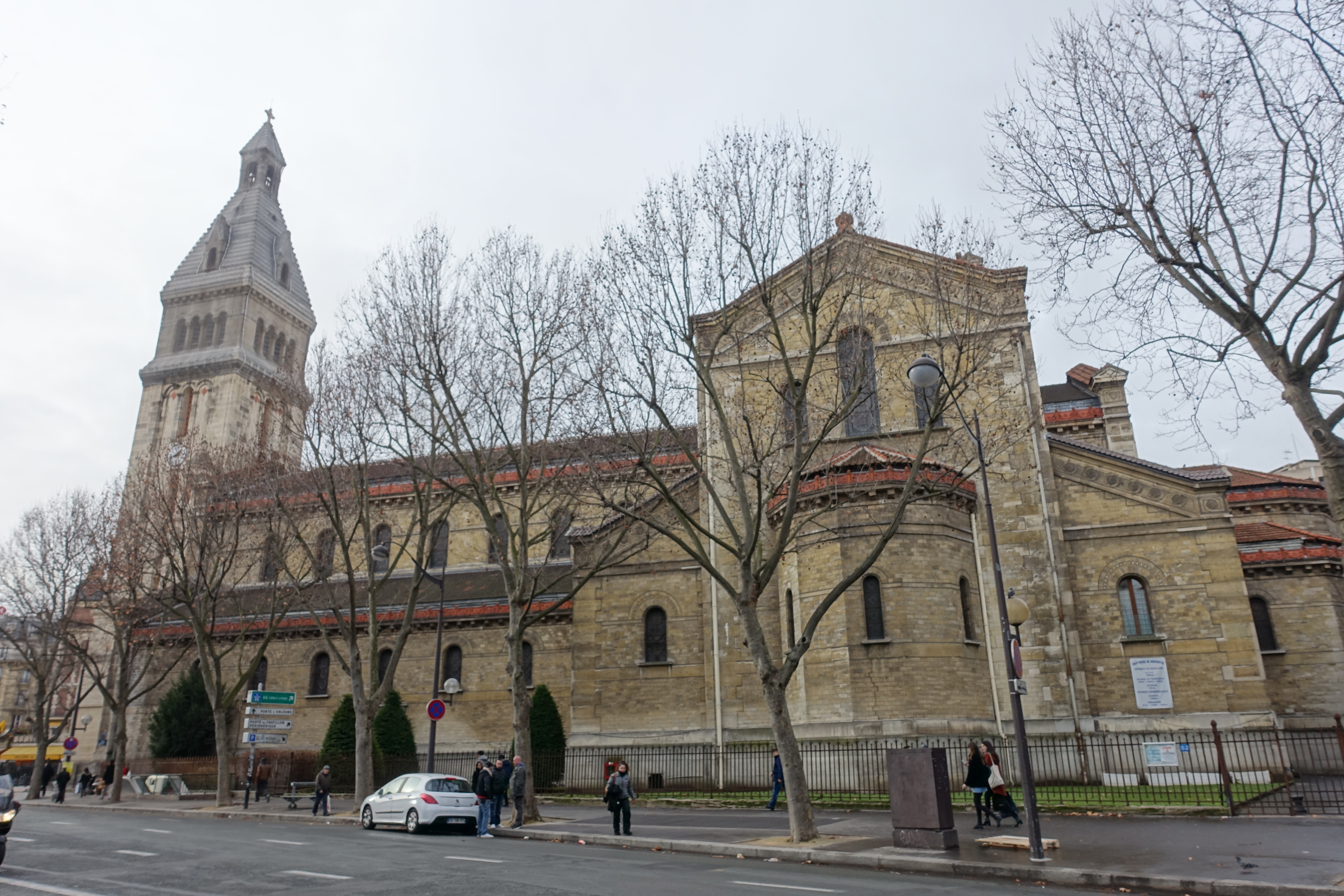
Ansicht von Osten

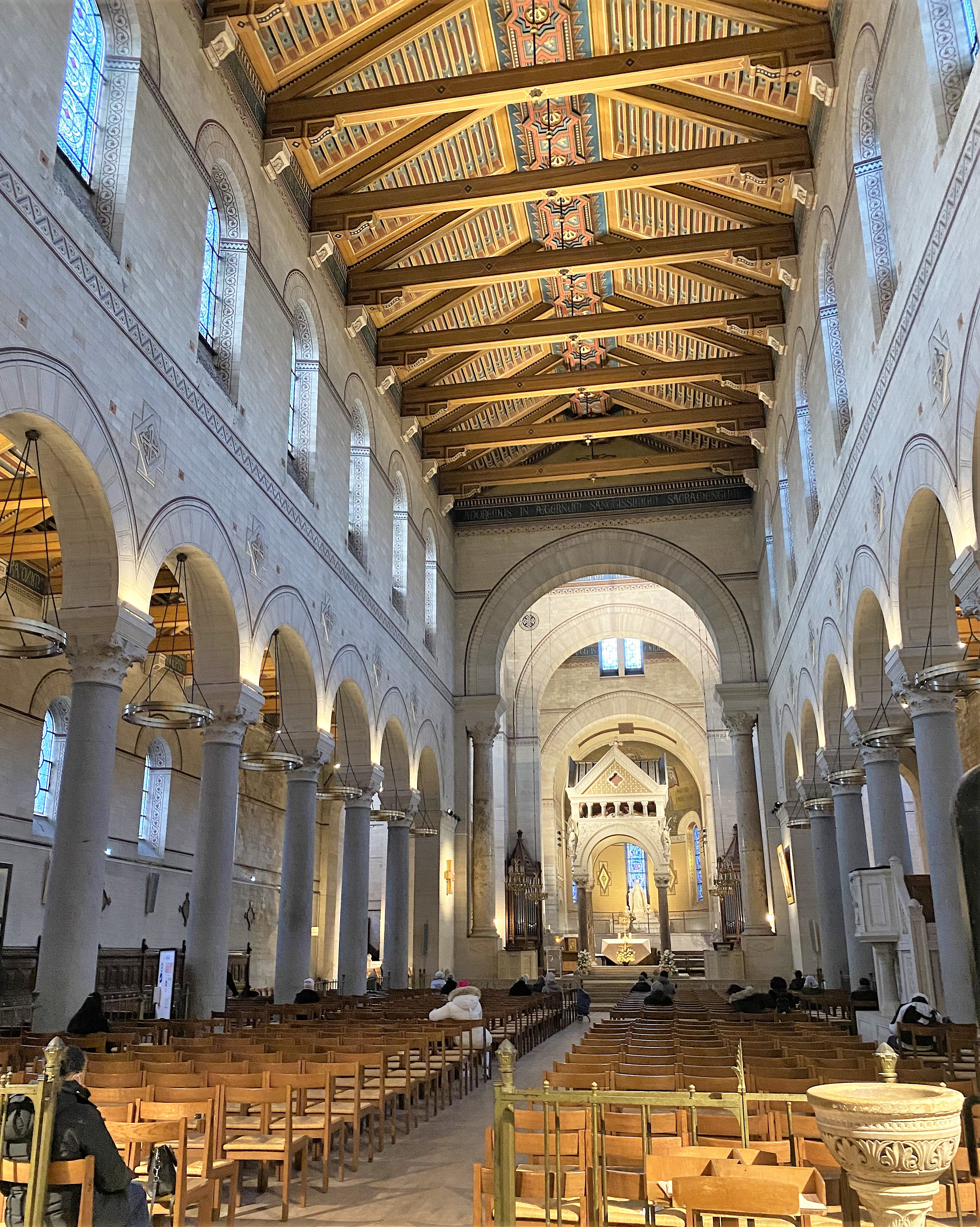
Innenraum

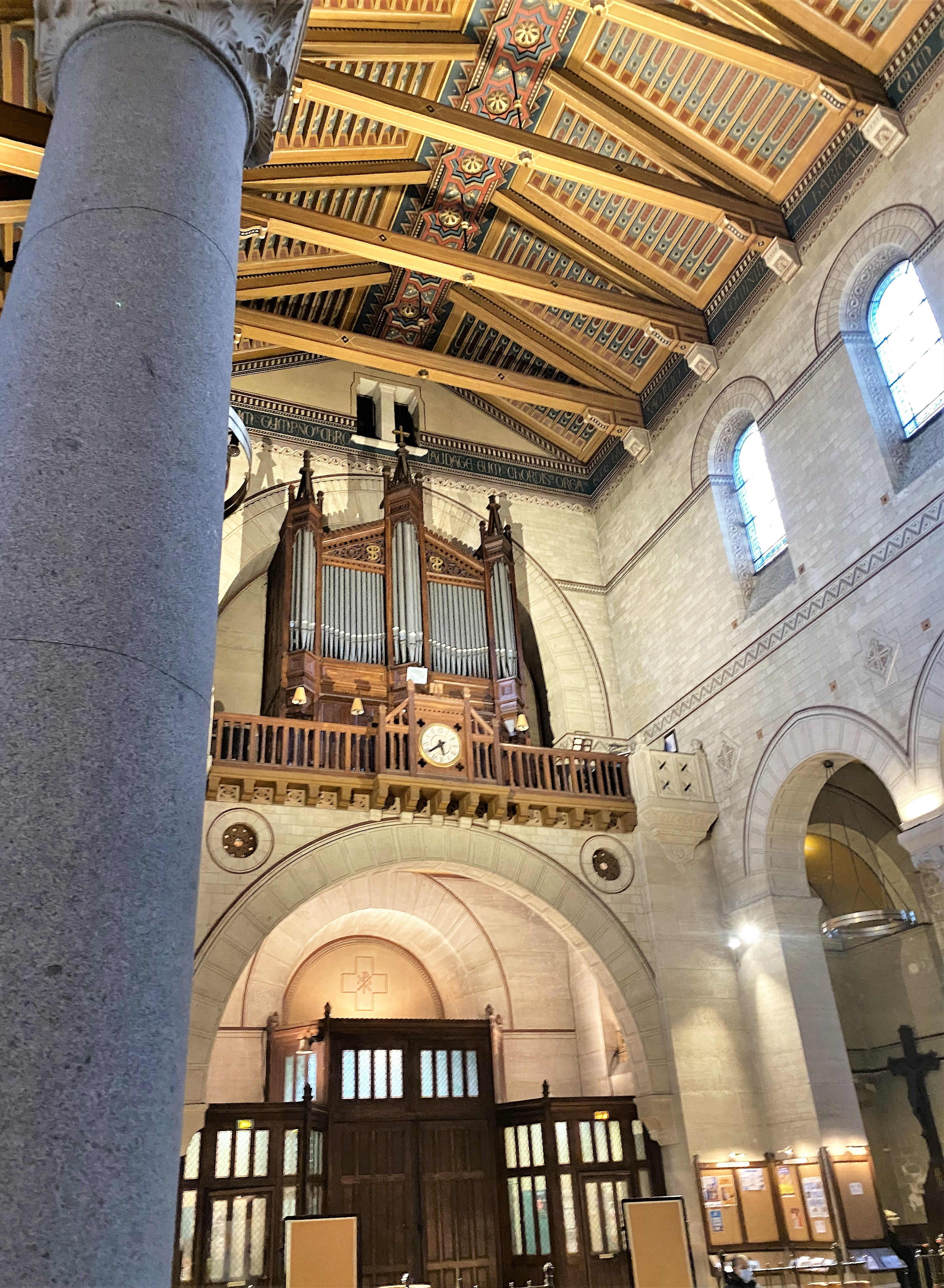
Blick zur Orgelempore

Die katholische Pfarrkirche St-Pierre de Montrouge ist eine Kirche im 14. Arrondissement von Paris. Sie steht am Place Victor et Hélène Basch im Stadtviertel Petit-Montrouge. Die von Emile Vaudremer entworfene Kirche entstand zwischen 1863 und 1872 im neoromanischen Stil.

## Geschichte
Das Gebiet des heutigen Petit-Montrouge gehörte ursprünglich nicht zu Paris, sondern zur Gemeinde Montrouge. Nordöstlich des Ortszentrums bestand eine kleine Ansiedlung mit wenigen Häusern, zu der seit 1838 eine als einfacher Ziegelbau ausgeführte Kapelle Saint-Pierre gehörte. Diese Kapelle befand sich nördlich der heutigen Kirche St-Pierre de Montrouge im Bereich zwischen der Rue Thibaud und der Passage Rimbaud. 1848 wurde der Bau einer größeren Kirche beschlossen, wofür jedoch zunächst die finanziellen Mittel fehlten.
Im Rahmen der Stadterneuerung von Paris durch Baron Georges-Eugène Haussmann kam es 1860 zur Eingemeindung des nördlichen Teils von Montrouge in das neu geschaffene Pariser 14. Arrondissement. Wie in weiten Teilen der Stadt wurden auch im nunmehr Petit-Montrouge bezeichneten Stadtviertel neue Boulevards angelegt. Am heutigen Place Victor et Hélène Basch entstand an der Schnittstelle der Rue d’Alésia mit der Chaussée du Maine (heute: Avenue du Maine) und der Route d’Orléans (heute: Avenue du Général Leclerc) ein Grundstück in Form eines spitzen Dreiecks, das als Bauplatz für den Neubau von St-Pierre de Montrouge ausgewählt wurde.
Die Finanzierung des Gebäudes übernahm der französische Staat, da die Regierung Napoléon III. versuchte, sich durch die Förderung von Kirchenbauten Wählerstimmen der Katholiken zu sichern und das Verhältnis zum Vatikan zu verbessern. Zudem dienten Kirchenbauten der Aufwertung der neuen Stadtviertel. Die Stadtverwaltung des  14. Arrondissements beauftragte den Architekten Emile Vaudremer mit dem Bau der Kirche, der 1870 weitestgehend abgeschlossen war. Im Deutsch-Französischen Krieg von 1870/71 befand sich die Kirche während der Belagerung von Paris nahe der Frontlinie. Der Kirchturm diente in dieser Zeit als Aussichtposten zur Feindbeobachtung und das Kirchenschiff fand als Lazarett Verwendung. In dieser Zeit entstand das Gemälde Effet de neige à Petit-Montrouge von Édouard Manet, das die Kirche in der Bildmitte zeigt. Die endgültige Fertigstellung der Kirche erfolgte 1872.

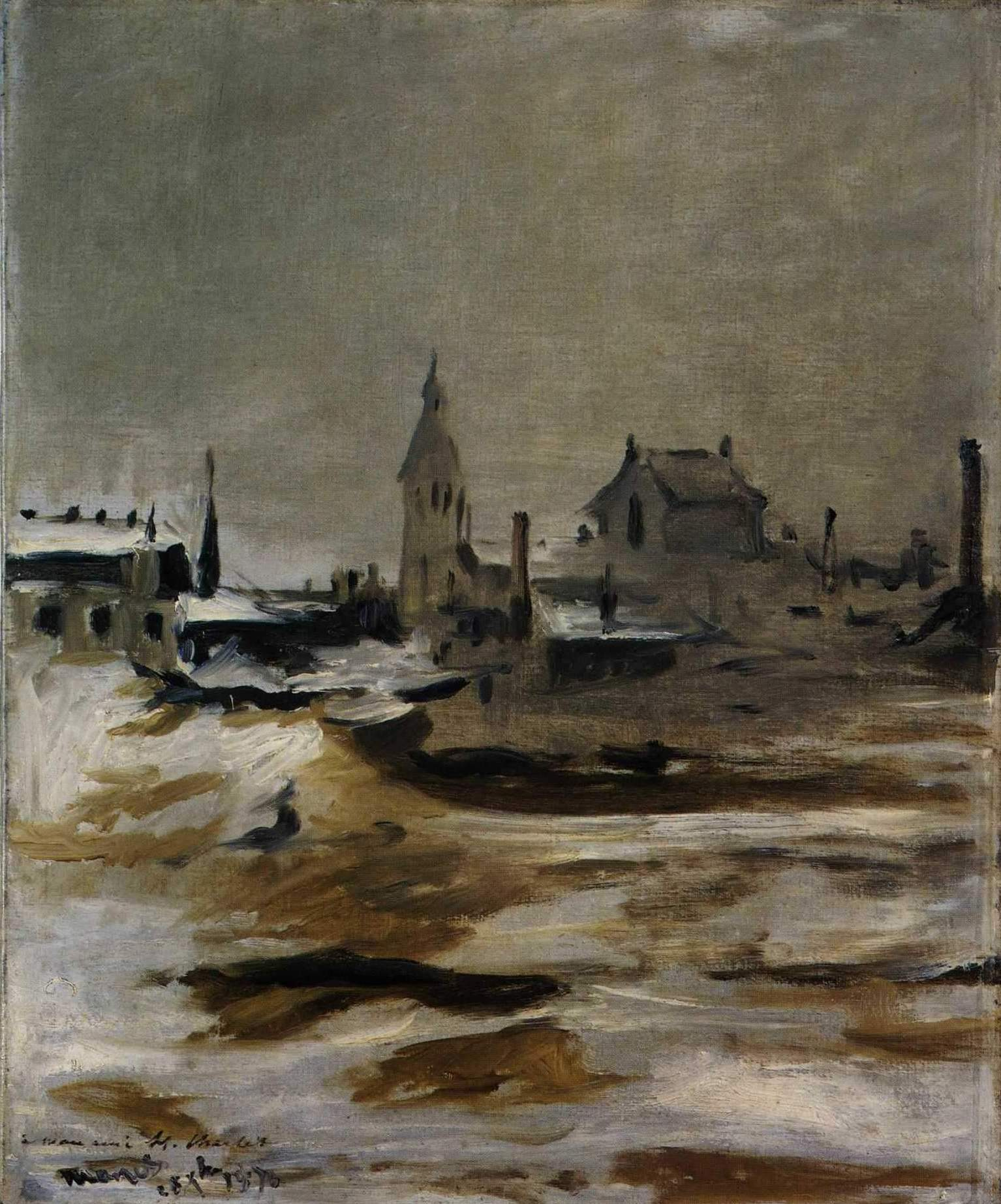
Effet de neige à Petit–Montrouge von Édouard Manet
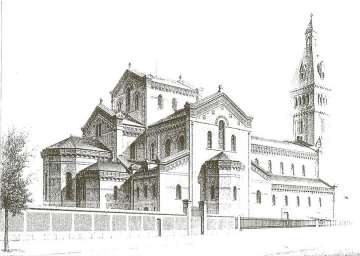
Perspektivische Darstellung aus nordwestlicher Richtung
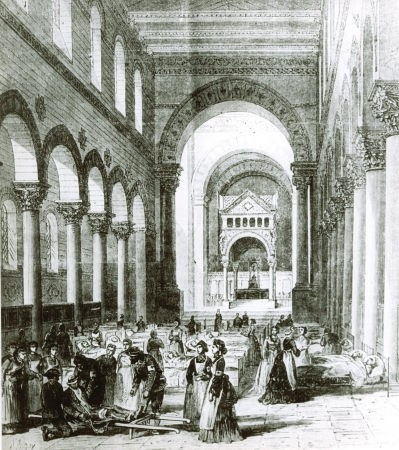
Ansicht des Innenraumes während der Nutzung als Lazarett im Krieg von 1870/71

## Architektur
Vaudremer legte 1862 einen Entwurf im Stil der Neoromanik in Anlehnung an Bauten des 11. und 12. Jahrhunderts vor. Vorbilder für neoromanische Kirchenbauten in Frankreich waren die Kirche Saint-Paul in Nîmes (1849) von Charles-Auguste Questel, sowie die Pariser Kirchen Saint Lambert de Vaugirard (1854) von Paul Naissant und Saint François Xavier (1861) von Joseph Uchard. Wegen der Form des Grundstücks entschied sich Vaudremer bei St-Pierre de Montrouge für ein langgestrecktes Kirchenschiff mit einem breiten, aber kurzem Querschiff. An der Grundstücksspitze an der Rue d’Alesia erhebt sich das schmale Portal mit dem 58 Meter hohen Kirchturm. Das 70 Meter lange Kirchenschiff schließt mit einer Apsis ab, an der zwei Kapellen angefügt sind. Ebenso finden sich Kapellen als jeweiliger Abschluss des Querschiffes.

## Ausstattung
Der Innenraum mit seinen durch Mosaike verzierten Boden erinnert an frühchristliche Basiliken und ist nach Vorbild der Römischen Kirchen Santa Maria Maggiore und Sankt Paul vor den Mauern gestaltet, die Vaudremer während seiner Studienzeit in Rom gesehen hatte. Am Schnittpunkt von Lang- und Querschiff steht unterhalb des Vierungsturmes der Altar, über den sich ein auf vier Säulen ruhendes Ziborium befindet. Der Entwurf hierzu stammt von Henri-Charles Maniglier, der auch die Bronzeskulptur des Simon Petrus – dem Namenspatron der Kirche – schuf.
Zu den wenige Malereien des Innenraums gehören die Darstellungen des Josef und des Apostels Johannes in den Achsenkapellen des Querschiffes. Die von Eugène Capelle 1869 auf goldenem Grund geschaffenen Bilder erinnern an byzantinische Vorbilder. In der Apsis findet sich das Mosaik eines segnenden Christus, das in den 1930er Jahren durch den Kunstmaler Barillier erneuert wurde. Die Kirchfenster zeigen Glasmalereien aus den Werkstätten von Lauren-Gsell und Eugène-Stanislas Oudinot, die Stationen aus dem Leben Christi und der Jungfrau Maria zeigen.

## Orgeln

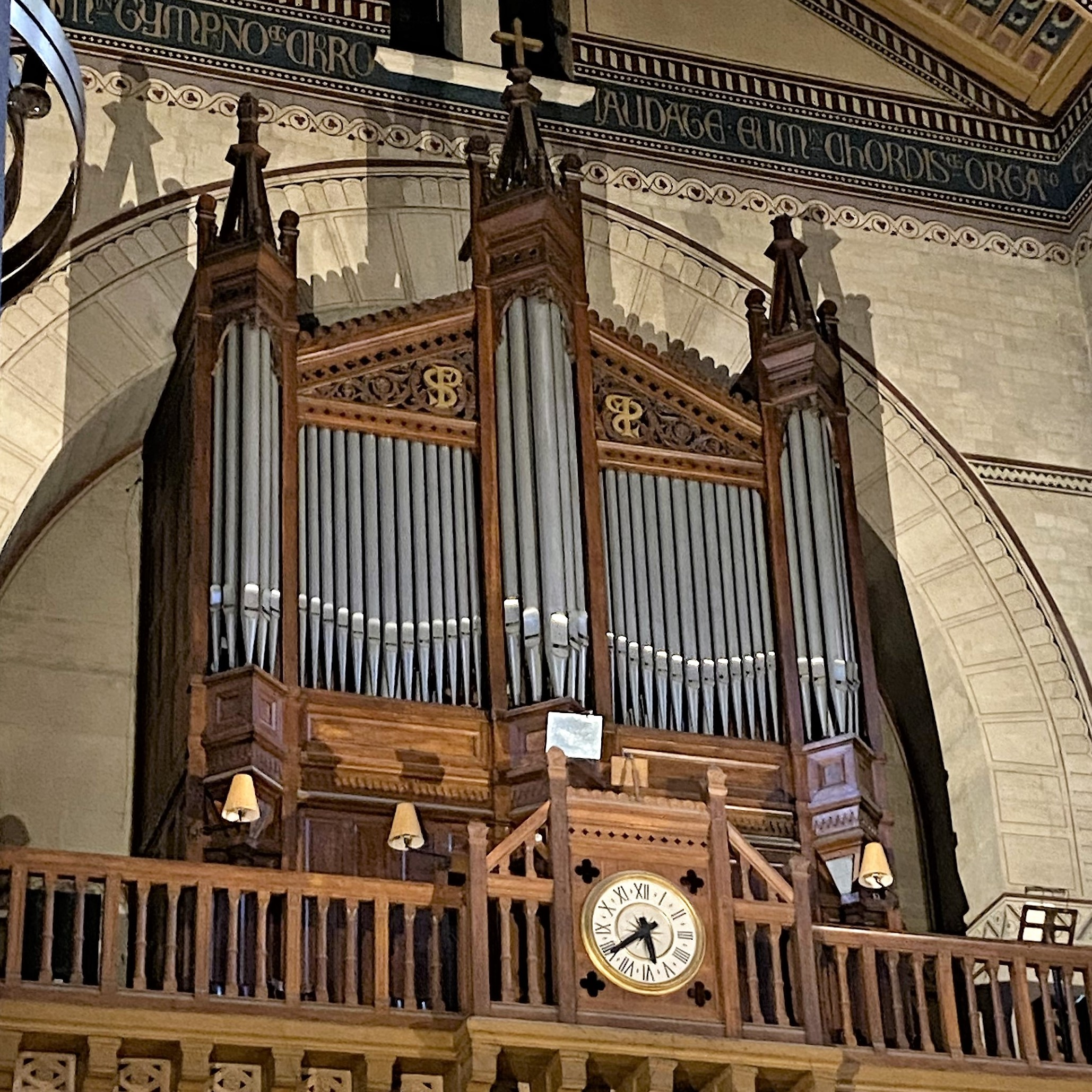
Prospekt der Hauptorgel

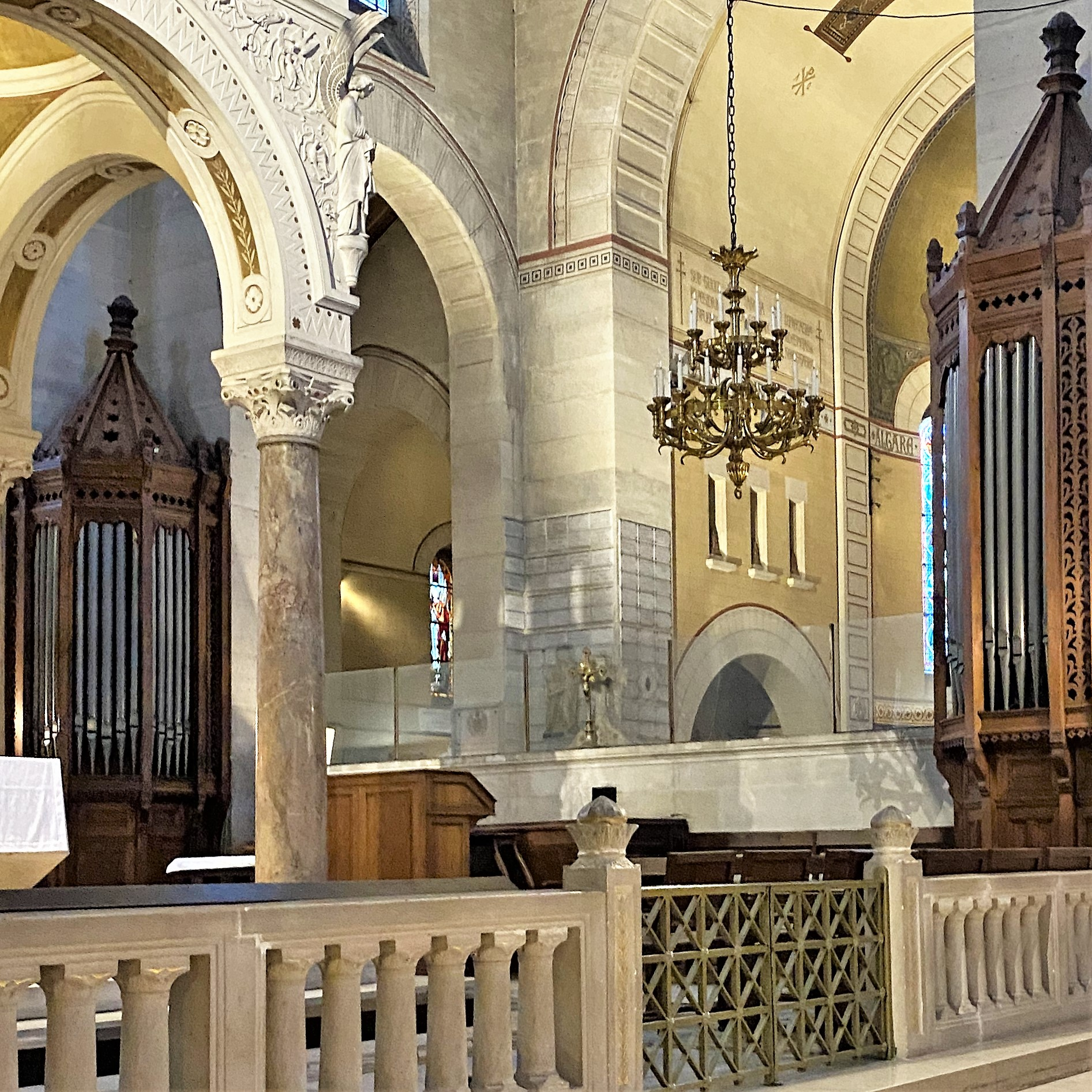
Chororgel

Die Kirche besitzt zwei Orgeln: eine Haupt- und eine Chororgel. Eine erste Orgel wurde 1868 von Charles Spackman Barker errichtet, die 1892 von Joseph Merklin überholt wurde. Weitere Umbauten folgten 1917, 1924 und 1935 durch Gutschenriter und 1951 durch Beuchet-Debierre aus Nantes. Die Hauptorgel hat 43 Register auf drei Manualen und Pedal bei elektrischer Traktur und folgender Disposition:
| I Grand-Orgue C–g3 |        |
| Bourdon            | 16′    |
| Montre             | 8′     |
| Bourdon            | 8′     |
| Flûte harmonique   | 8′     |
| Principal-Quinte   | 5 1⁄3′ |
| Prestant           | 4′     |
| Flûte cônique      | 4′     |
| Doublette          | 2′     |
| Plein-jeu V        |        |
| Cornet V           |        |
| Bombarde           | 16′    |
| Trompette          | 8′     |
| Clairon            | 4′     |

| II Positif C–g3  |    |
| Bourdon          | 8′ |
| Principal        | 8′ |
| Prestant italien | 4′ |
| Doublette        | 2′ |
| Sesquialtera II  |    |
| Cymbale III      |    |
| Trompette        | 8′ |
| Cromorne         | 8′ |

| III Récit expressif C–g3 |        |
| Bourdon                  | 8′     |
| Flûte creuse             | 8′     |
| Gambe                    | 8′     |
| Voix céleste             | 8′     |
| Flûte douce              | 4'     |
| Nasard                   | 2 ⁄3′  |
| Flageolet                | 2′     |
| Tierce                   | 1 3⁄5′ |
| Plein-jeu IV             |        |
| Basson                   | 16′    |
| Trompette harmonique     | 8′     |
| Basson-hautbois          | 8′     |
| Voix humaine             | 8′     |
| Clairon                  | 4′     |
|                          |        |
| Tremblant                |        |

| Pédale C–f1 |     |
| Soubasse    | 32′ |
| Soubasse    | 16′ |
| Flûte       | 16′ |
| Flûte       | 8′  |
| Flûte       | 4′  |
| Bombarde    | 16′ |
| Trompette   | 8′  |
| Clairon     | 4′  |

- Koppeln:
  - Accouplements: II/I 8′; III/I 16′, 8′ und 4′; III/II 8′ und 16′
  - Tirasses: I, II und III
- Spielhilfen: 4 feste Kombinationen, 1 freie Kombination, Appels d’anches für jedes Manual

Ihre Titularorganisten waren:
- ca. 1862: Guillaumot
- 1892–1897: A. Mahaut
- 1897–1901: Henri Mulet
- 1901–1933: M. Blazy
- 1934–1945: Jean Langlais
- 1955–1973: Jean-Jacques Grunenwald
- Seit 1977: J. Person